# Хонгаку
Хонгаку — это (китайский: 本覺) восточноазиатская буддийская доктрина, в переводе обозначающая «врожденное», «внутреннее» или «оригинальное» просветление, утверждающая, что просветление или идеальное состояние – это не цель, которая должна быть достигнута, и не потенциал для реализации, а реальный статус всех вещей.
Доктрина первоначального просвещения доминировала в буддизме тендай примерно с одиннадцатого по начало семнадцатого веков и глубоко повлияла на средневековую японскую религию и культуру.
Основная мысль хонкагу заключается в том, что внутри нашего опыта — разрозненных ощущений, мыслей, желаний — всегда есть сердцевина, тождественная будде. Или шире: что у любых вещей, явлений, событий, доступных опыту, тоже есть такая сердцевина, и она выходит за пределы мира непостоянства, принадлежит миру будды.

## Зарождение понятия
Первоначальная мысль о просветлении как особой интеллектуальной традиции тэндай, по-видимому, зародилась в середине одиннадцатого века, когда учения хонгаку начали передаваться от мастера к ученику в форме устных передач (куден). В конце концов, эти передачи были записаны в нескольких предложениях на отдельных листах бумаги, называемых кириками, которые, в свою очередь, были скомпилированы в большие тексты, ретроспективно приписанные великим мастерам тендайского прошлого, таким как Сайчу (767—822), Эннин (794—864), или Геншин (942—1017). Таким образом, точное датирование какой-либо конкретной коллекции или содержащихся в ней идей чрезвычайно сложно. В тринадцатом-четырнадцатом веках доктрины этих устных передач собраний начали систематизироваться; ученые тэндай также начали давать комментарии к традиционным текстам на тяньтайском языке и к самой Лотосовой Сутре, переосмысливая их с точки зрения хонгаку. Только приблизительно с XIV до XV веков датирование и авторство этой литературы могут быть установлены с относительной уверенностью.
Доктрина врожденного просветления была очень влиятельной, начиная с эры закрытого правления (1086—1185) до периода Эдо (1688—1735).

## Основные идеи
Первоначальная доктрина просветления была описана как вершина развития махинских концепций недвойственности. Другим важным влиянием на развитие оригинальной доктрины был тантрический буддизм, особенно его утверждение, что все явления - формы, цвета, звуки и т. д. - являются действиями изначального или космического Будды, который пронизывает вселенную. Известный ученый Тамура Йоширо (1921-1989) заметил, что в оригинальной просветительской мысли абсолютное царство абстрактной истины или принципа (ri) и условное царство конкретных реальностей (ji) взаимосвязаны. Другими словами, нет реальности ни позади, ни перед феноменальным миром; возникающие и погибающие от момента к моменту все вещи, какими бы они ни были, ценятся абсолютно как выражения изначального просветления. Эта идея обычно выражается такими фразами, как «все дхармы являются буддхадхармой», «омрачения не что иное, как просветление", и" сансара - это не что иное, как нирвана".
С этой точки зрения Будды, излучающие свет и наделенные превосходными знаками, являются лишь временными знаками, вдохновляющими непросвещенных. Настоящий» Будда - это все обычные существа. На самом деле, «он» вовсе не человек, будь то исторический или мифологический, а истинный аспект всех вещей. Говорят, что этот будда «непроизведен», без начала или конца; он всегда присутствует. Этот взгляд на Будду связан с «учением о происхождении» (хонмон) Лотосовой Сутры, в котором говорится, что Будда Шакьямуни впервые достиг пробуждения в момент в невообразимо далеком прошлом.

## Практика и просветление
Согласно общепринятым взглядам, просветление достигается как кульминация линейного процесса, в котором практикующий постепенно накапливает заслуги, искореняет загрязнения и в конечном итоге достигает пробуждения. Оригинальная просветительская литература описывает эту точку зрения как перспективу «приобретенного просветления», которое «происходит от причины (практики) к следствию (просветлению)»; в лучшем случае считается целесообразным поощрять невежественное, а в худшем - обманчивое мнение.
Первоначальная доктрина просветления меняет эту направленность на «переход от следствия к делу». Другими словами, практика рассматривается не как причина просветления, которое еще предстоит достичь, а как выражение просветления, уже присущего. Можно также выразить это как переход от линейного представления к мандалому времени, когда практика и просветление происходят одновременно.

## Критика
Со второй половины двадцатого века возникли серьезные разногласия по поводу культурного значения и этических последствий этой доктрины. Некоторые ученые видят в оригинальной просветительской мысли вечную японскую духовность, которая утверждает природу и приспосабливает феноменальные реальности. Другие видят в этом опасный антиномизм, который подрывает как религиозную дисциплину, так и моральные нормы. Начиная примерно с 1980-х годов интеллектуальное движение, известное как «Критический буддизм» (hihan Bukky has), осудило первоначальную просветительскую мысль как авторитарную идеологию, которая путем сакрализации всех вещей такими, какие они есть, фактически укрепляет статус-кво и узаконивает социальную несправедливость. Такие широкие полемические утверждения, однако, имели тенденцию раздувать термин «первоначальное просветление» за пределами его полезности в качестве аналитической категории и игнорировать его специфический исторический контекст в средневековом Тэндае.